# 微生物燃料電池
微生物燃料電池（microbial fuel cell，縮寫MFC），又稱生物燃料電池（biological fuel cell）是一種生物電化學的電池系統，使用自然界細菌及仿真細菌交互作用產生電流。一般可分為兩類——使用質子交換膜者及無膜式（membrane-less）。第一顆微生物燃料電池於20世紀初期展示，使用質子交換膜藉由細菌透過電池陽極進行電子轉移。無膜式的系統是屬於新型的發展，可追溯於1970年代；這類型的電池，細菌通常具有電化學活性可氧化還原蛋白質（如細胞色素其外膜），可以直接傳送電子至陽極。21世紀後，微生物燃料電池已可應用於廢水處理使應用於生物感測器等商業用途。

## 資料來源
1. ↑  Badwal, SPS. . Frontiers in Chemistry. 2014, 79  [2016-03-22]. doi:10.3389/fchem.2014.00079. （原始内容存档于2014-11-29）.
2. ↑  Min, B., Cheng, S. and Logan B. E. (2005). Electricity generation using membrane and salt bridge microbial fuel cells, Water Research, 39 (9), pp1675–86
3. ↑  .   [2013-03-09]. （原始内容存档于2013-04-15）.